# 23504 Haneda
23504 Haneda è un asteroide della fascia principale. Scoperto nel 1992, presenta un'orbita caratterizzata da un semiasse maggiore pari a 2,6576865 UA e da un'eccentricità di 0,0905559, inclinata di 10,23401° rispetto all'eclittica.
L'asteroide è dedicato all'astronomo giapponese Toshio Haneda.